# 公雞山戰鬥
公雞山戰鬥發生於1934年2月9、10日，地點則是在中國江西南豐。是第一次国共内战前期主要戰鬥之一。該戰鬥交戰一方為中華民國國民革命軍，另一方則為中國共產黨所領導之中國工農紅軍。戰鬥末了，國軍於空軍支援下攻佔公雞山據點。